# Betula turkestanica
Betula turkestanica är en björkväxtart som beskrevs av Dmitrij Litvinov. Betula turkestanica ingår i släktet björkar, och familjen björkväxter. Inga underarter finns listade.